# 2444 Lederle
A 2444 Lederle (ideiglenes jelöléssel 1934 CD) a Naprendszer kisbolygóövében található aszteroida. Karl Wilhelm Reinmuth fedezte fel 1934. február 5-én.